# Prix Hans-Christian-Andersen
Le prix Hans-Christian-Andersen, parfois surnommé le petit prix Nobel de littérature, est un prix international décerné tous les deux ans par l'Union internationale pour les livres de jeunesse (IBBY) en reconnaissance d'une « contribution durable à la littérature pour enfants ». Il y a deux catégories de lauréats : auteurs et illustrateurs.
Le prix tient son nom de l'écrivain danois Hans Christian Andersen, et les lauréats reçoivent une médaille d'or des mains du Monarque Danois
En plus du prix, l'IBBY publie une « Liste d'honneur » bisannuelle de nouveaux livres pour la jeunesse choisis pour leur excellence par les sections nationales de l'IBBY, dans les domaines de l'écriture, l'illustration et la traduction de livres pour enfants.

## Liste des lauréats

### Écriture
Le prix Hans-Christian-Andersen d'écriture est décerné depuis 1956.

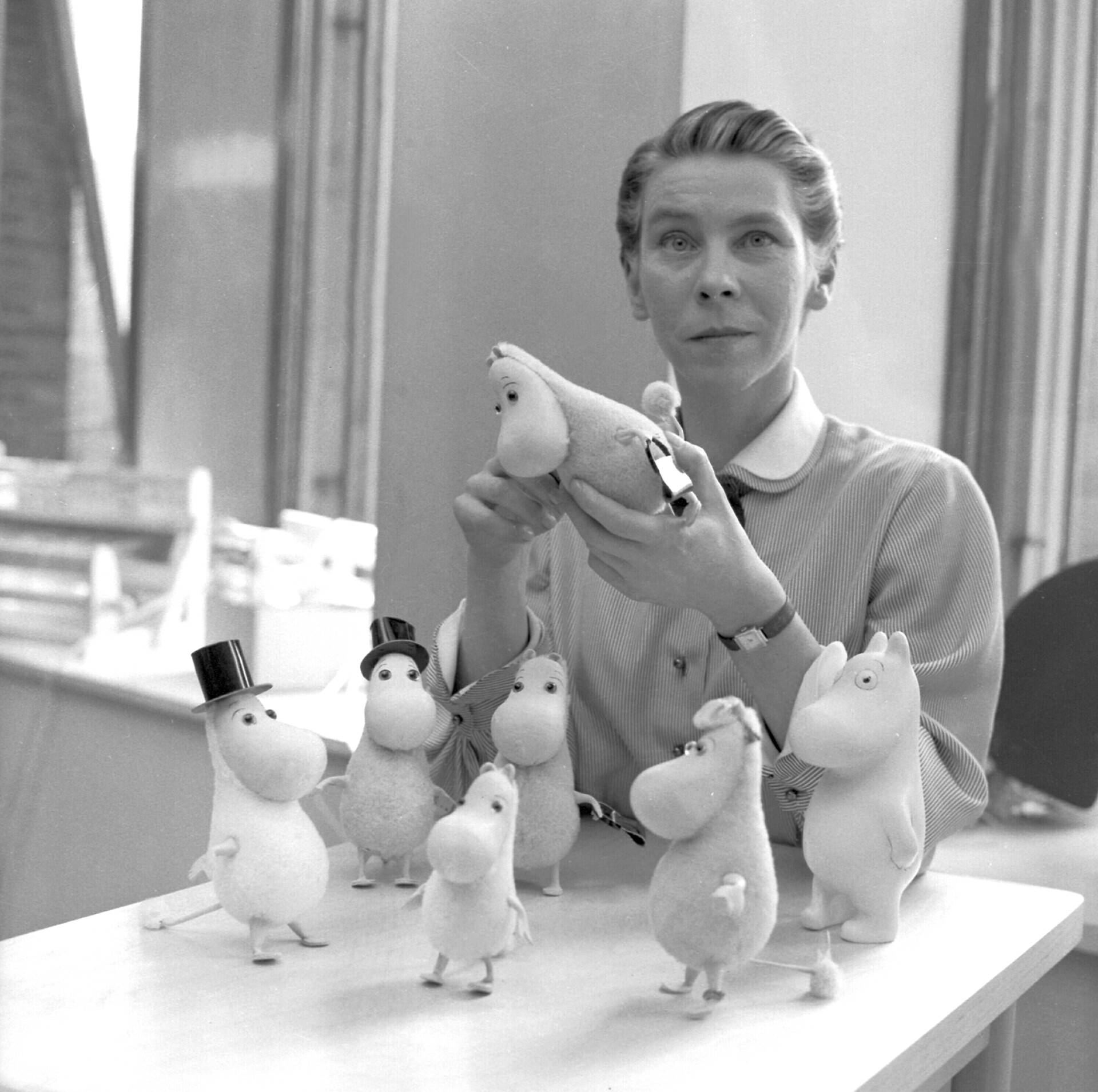
Tove Jansson, la créatrice des Moumines, lauréate en 1966.

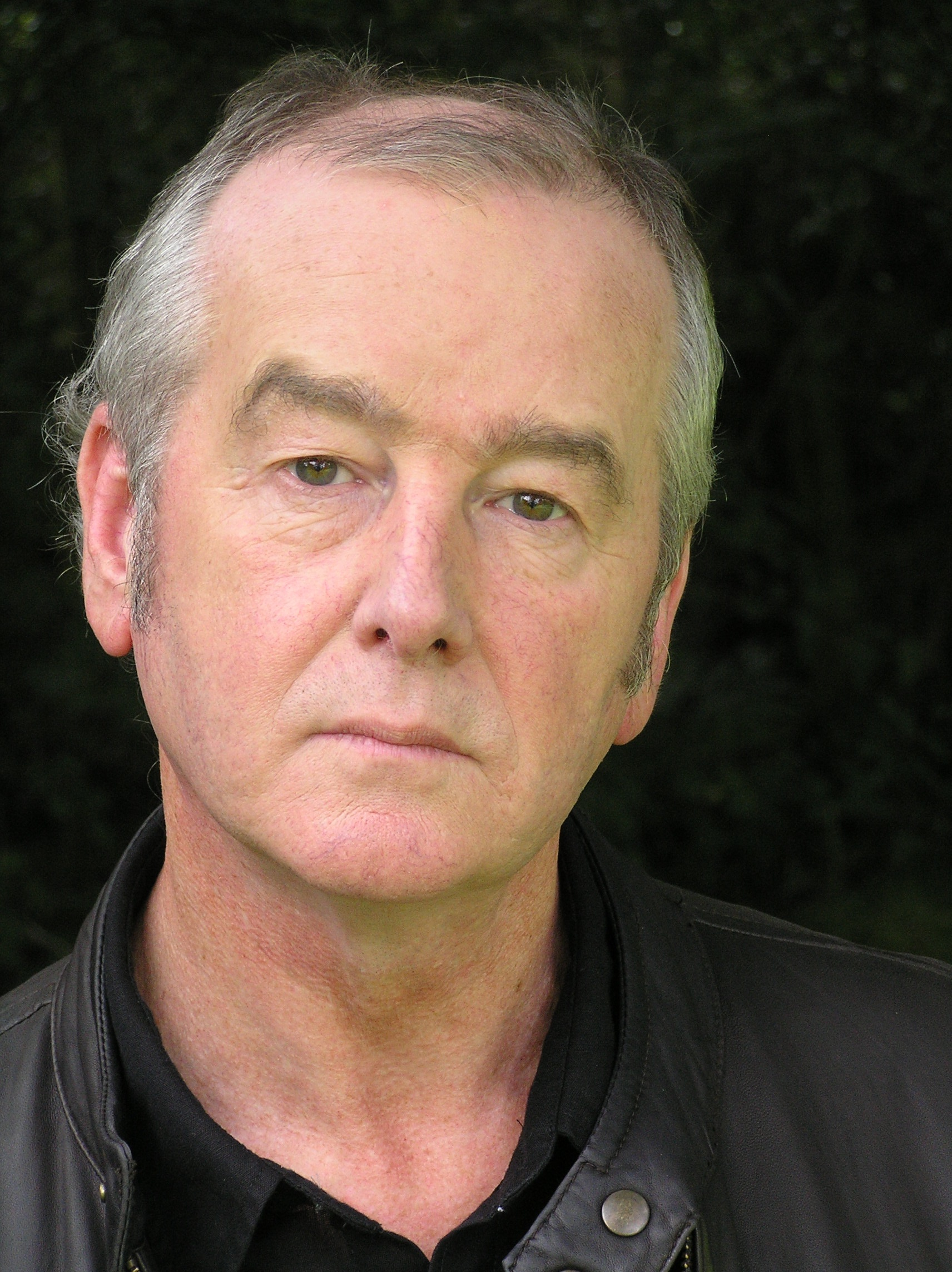
David Almond, lauréat 2010.

- 1956 : Eleanor Farjeon (Royaume-Uni)[2]
- 1958 : Astrid Lindgren (Suède)[3]
- 1960 : Erich Kästner (Allemagne)[4]
- 1962 : Meindert DeJong (États-Unis)
- 1964 : René Guillot (France) pour Le Grand Livre de la Brousse
- 1966 : Tove Jansson (Finlande)
- 1968 : James Krüss (Allemagne), José Maria Sanchez-Silva (en) (Espagne)
- 1970 : Gianni Rodari (Italie)
- 1972 : Scott O'Dell (États-Unis)
- 1974 : Maria Gripe (Suède)
- 1976 : Cecil Bødker (Danemark)
- 1978 : Paula Fox (États-Unis)
- 1980 : Bohumil Říha (Tchécoslovaquie)
- 1982 : Lygia Bojunga Nunes (Brésil)
- 1984 : Christine Nöstlinger (Autriche)
- 1986 : Patricia Wrightson (Australie)
- 1988 : Annie M.G. Schmidt (Pays-Bas)
- 1990 : Tormod Haugen (Norvège)
- 1992 : Virginia Hamilton (États-Unis)
- 1994 : Michio Mado (Japon)
- 1996 : Uri Orlev (Israël)
- 1998 : Katherine Paterson (États-Unis)
- 2000 : Ana Maria Machado (Brésil)
- 2002 : Aidan Chambers (Royaume-Uni)
- 2004 : Martin Waddell (Irlande)
- 2006 : Margaret Mahy (Nouvelle-Zélande)
- 2008 : Jürg Schubiger[5] (Suisse)
- 2010 : David Almond (Royaume-Uni)
- 2012 : María Teresa Andruetto (Argentine)
- 2014 : Nahoko Uehashi (Japon)
- 2016 : Cao Wenxuan (Chine)
- 2018 : Eiko Kadono (Japon)[6]
- 2020 : Jacqueline Woodson (États-Unis)
- 2022 : Marie-Aude Murail (France)[7]
- 2024 : Heinz Janisch (Autriche)[8]

### Illustration
Le prix Hans-Christian-Andersen d'illustration est remis depuis 1966.
- 1966 - Alois Carigiet (Suisse)
- 1968 - Jiří Trnka (Tchécoslovaquie)
- 1970 - Maurice Sendak (États-Unis)
- 1972 - Ib Spang Olsen (Danemark)
- 1974 - Farshid Mesghali (Iran)
- 1976 - Tatjana Mawrina (URSS)
- 1978 - Svend Otto S. (Danemark)
- 1980 - Suekichi Akaba (Japon)
- 1982 - Zbigniew Rychlicki (Pologne)
- 1984 - Mitsumasa Anno (Japon)
- 1986 - Robert Ingpen (Australie)
- 1988 - Dusan Kállay (Tchécoslovaquie)
- 1990 - Lisbeth Zwerger (Autriche)
- 1992 - Kvĕta Pacovská (République Tchèque)
- 1994 - Jörg Müller (Suisse)
- 1996 - Klaus Ensikat (Allemagne)
- 1998 - Tomi Ungerer (France)
- 2000 - Anthony Browne (Royaume-Uni)
- 2002 - Quentin Blake (Royaume-Uni)
- 2004 - Max Velthuijs (Pays-Bas)
- 2006 - Wolf Erlbruch (Allemagne)
- 2008 - Roberto Innocenti (Italie)
- 2010 - Jutta Bauer (Allemagne)
- 2012 - Peter Sís (République Tchèque)
- 2014 - Roger Mello (Brésil)
- 2016 - Rotraut Susanne Berner (Allemagne)
- 2018 - Igor Oleynikov (Russie)
- 2020 - Albertine (Suisse)
- 2022 - Suzy Lee (République de Corée)
- 2024 - Sydney Smith (Canada)[8]